# Татарський триптих
«Татарський триптих» — український кримськотатарськомовний драматичний фільм 2004 року режисера Олександра Муратова.

## Сюжет
Екранізація трьох новел Михайла Коцюбинського з його «татарського циклу»: «В путах шайтана», «На камені» і «Під мінаретами».
Дія відбувається 1903 року в Криму в середовищі кримських татар, три історії кохання, перекресленого зіткненням з традиціями в питаннях політики, сім'ї та релігії.

### В путах шайтана
Емене, молода татарська дівчина, може тільки мріяти про коханого, який не до вподоби її батькові, прихильнику пантюркізму через його антитурецькі погляди, і волею батька видана в шлюб з літнім чоловіком, який їй глибоко неприємний.

### На камені
Фатіма одружена з осоружним ненависним чоловіком. Якось вона зустрічає красеня-турка — підручного торговця-грека, який привозить сіль у їхнє село. За мить кохання вона готова ризикувати життям. Коли закоханих застають і чоловік з односельцями вбиває турка, Фатіма скидається зі скелі.

### Під мінаретами
Міріам, розумна й інтелігентна молода акторка, змушена обирати між коханням і мистецтвом, адже якщо вона візьме участь у виставі, яка висміює фальш мусульманських священників, її релігійний батько, який і так засуджує вільний спосіб життя майбутнього зятя, який ставить спектакль, не дозволить їй одружитися з коханим.

## Акторський склад

### В путах шайтана
- Ірина Салагаєва — Емине
- Расім Юнусов — Хаджи-Бекір
- Мустафа Куртмуллаєв — Сеттар
- Ельмар Аблаєв — Мустафа
- Наджиє Якубова — мати Емине
- Ірина Бардакова — Ліза, росіянка
- Світлана Усатюк — росіянка

### На камені
- Яна Ляхович — Фатіма
- Сергій Прудкий — Алі
- Ділявер Сеттаров — Мемет
- Рефат Сеїт — Аблаєв-Джепар
- Решат Джемилев — Нурла
- Сейтабла Меметов — грек

### Під мінаретами
- Ельзара Баталова — Міріам
- Енвер Белялов — шейх
- Едем Таїров — Джафер
- Ельдар Джелілов — Бекір
- Марлен Османов — Абдураїм
- Аброр Бакіров — Абібулла
- Ешреф Яг'яєв — Мустафа
- Ленара Османова — Шерфе

## Фільмування
Фільм знімався за держзамовленням від Міністерства культури та інформаційної політики України. Переважно знімання велися в Бахчисараї, ролі у фільмі виконали актори Кримськотатарського академічного музично-драматичного театру.

## Критика
Фільм отримав низькі оцінки від російської критики. Так, російський кінокритик Віктор Матізен назвав фільм «дуже слабким», а інша російська кінокритикиня Лідія Маслова зауважила, що фільм цікавий лише як перший в історії фільм кримськотатарською мовою і більше, окрім трагічних фіналів, нічим «не блищить», а «дивитися його спокійно може тільки допитливий етнолог, наділений неабиякою силою волі».
Кримськими татарами фільм був зустрінутий неоднозначно, а його перший показ закінчився скандалом: чимала частина глядачів залишила зал, не дочекавшись закінчення сеансу, обурена описом деяких моментів життя кримських татар того часу і зображенням режисером у фільмі псевдомусульманських забобонів.